# (33337) Amberyang
1998 VA11 (asteroide 33337) é um asteroide da cintura principal. Possui uma excentricidade de 0.09992980 e uma inclinação de 3.29253º.
Este asteroide foi descoberto no dia 10 de novembro de 1998 por LINEAR em Socorro.